# Ana Carolina (comediante)
Ana Carolina (Buenos Aires, Argentina; 24 de diciembre de 1975) es una comediante, actriz, guionista, transfeminista y activista política formada en varios espacios, como el American Comedy Institute en Nueva York. Ha presentado sus espectáculos en América y Europa.

## Biografía
Inició sus estudios en La galera encantada, en el Instituto Vocacional de Arte, la Escuela de circo Criollo, la Escuela de titiriteros del Teatro Municipal General San Martín, e hizo Improvisación con Sucesos Argentinos, Géneros Puros en el Teatro Nacional Cervantes con Cristina Moreira, y Comedia Integral en el American Comedy Institute en New York.
Se ha presentado en numerosos escenarios de Nueva York, donde vivió ocho años: Caroline's, Gotham, Stand up NY y muchos sótanos ignotos. También actuó en Londres y en varias ciudades de España, México Chile, Uruguay y Argentina, donde reside desde 2010. Trabajó en radio, teatro, televisión, y series web; y es integrante de «Persona», show de stand up que protagonizó junto a Charo López, Malena Pichot y Vanesa Strauch.
En julio de 2023 actuó en Londres como parte del show Clandestina Queer Comedy organizado por la comediante argentina Victoria Olsina, junto a Catherine Bohart, Charlie George, Little Pickle y Ania Magliano.

## Presentaciones
- 2020 a 2023: Distracciones
- 2014 al 2019: Persona
- 2019: Los lunes son los nuevos lunes
- 2019: Postre
- 2018: Distracciones
- 2016: Persona Golden VIP
- 2016: Extrañas criaturas
- 2015: Workunprogress
- 2014: Ana Carolina
- 2014: Ana Carolina y Charo López
- 2013: Federico Simonetti + Ana Carolina
- 2014: Charo López + Ana Carolina + Caro Pardiaco
- 2013: Stand up en Los Ángeles
- 2013: Cuatro
- 2012/2013: Sociedad de Comedia
- 2012 al 2014: Gringo: Stand up en Inglés
- 2011: Friendly

## Invitada internacional
- 2018: Festival Princesas y Darth Vaders Madrid, España
- 2018: Ana Carolina en Español, The Bill Murray, Islington, United Kingdom[10]

## Actriz y guionista
- 2011/2012: El Show de Rosita Stoned[11]

## Series en Internet
- 2018: Tarde Baby (UN3 TV)

## Radio
- 2013: La hora doble (Radio Splendid)
- 2023: Cosas Lindas (FM La Tribu),[12] Pasamos Todes (Radio Nacional)[13]

## Premios y nominaciones
- 2018 Premio Lola Mora por Tarde Baby (UN3 TV): Mejores actrices.[14]